# XY性腺發育不全
XY性腺发育不全（英語：XY gonadal dysgenesis），也称为斯威爾症候群（英語：Swyer syndrome），是第23對染色體為XY的人的一种性腺机能减退症。由於患者的Y染色體失去SRY基因，所以他们通常有正常的女性外生殖器，性別認同为女性，并作为女孩撫養长大。
患者外表为女性，但性腺功能不全。这种性腺通常需要通过手术切除（因为它们有患癌症的巨大风险）。典型的治疗方法是激素替代疗法。在斯威爾症候群中，有時可以使用輔助生殖技術懷孕。

## 知名患者
- 阿里斯利達·迪隆（英语：Arisleyda Dilone），美國導演、女演員[6]
- 薩拉·福斯伯格（英语：Sara Forsberg），芬蘭歌手、詞曲作者、電視節目主持人[7]

## 伸延閱讀
- Stoicanescu D, Belengeanu V,  et al. . Acta Endocrinologica. 2006, 2 (4): 465–70  [2024-08-12]. doi:10.4183/aeb.2006.465. （原始内容存档于2020-07-31）.